# Campanule étalée
Campanula patula
Espèce
Classification phylogénétique
La campanule étalée (Campanula patula) est une plante herbacée de la famille des Campanulacées.

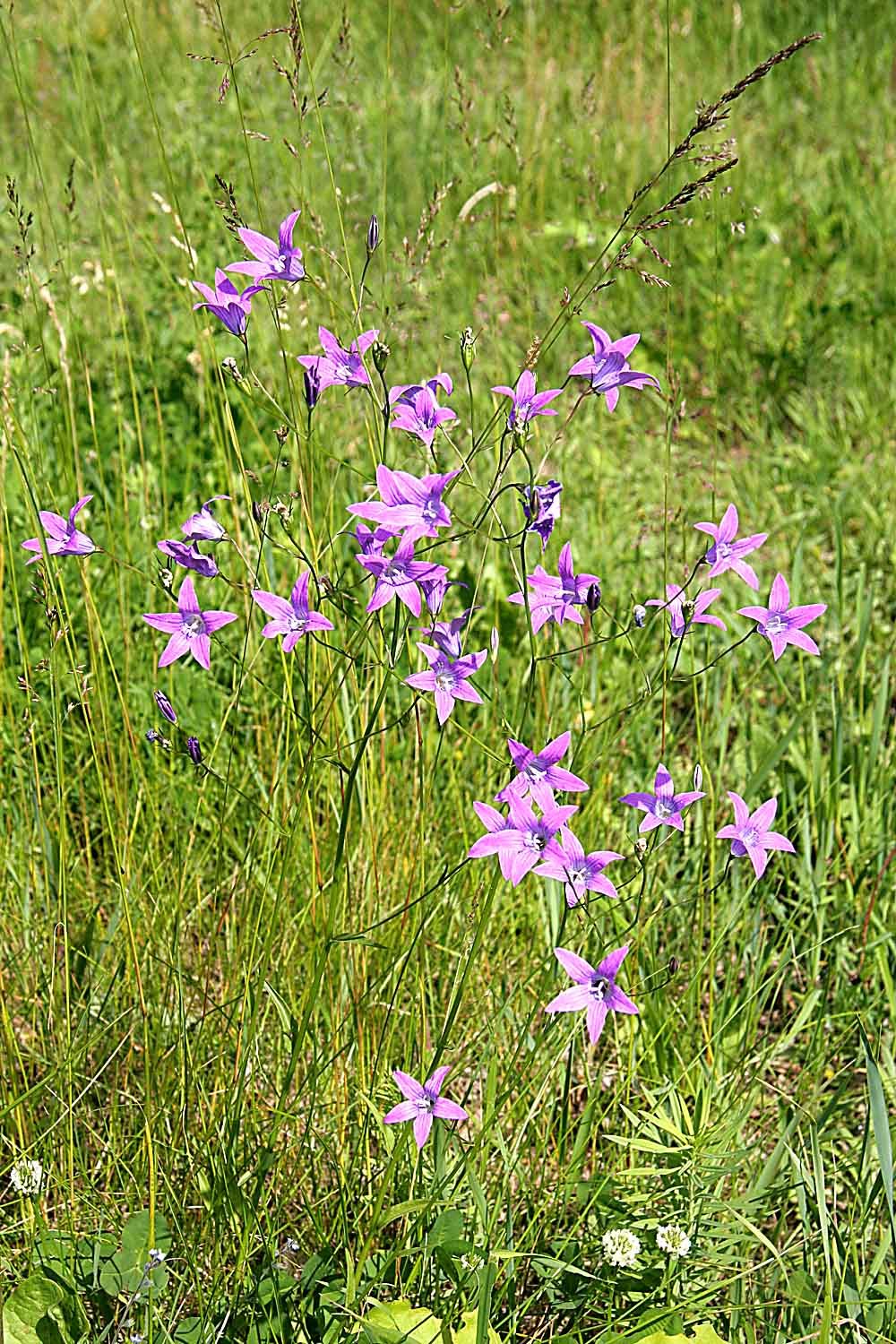
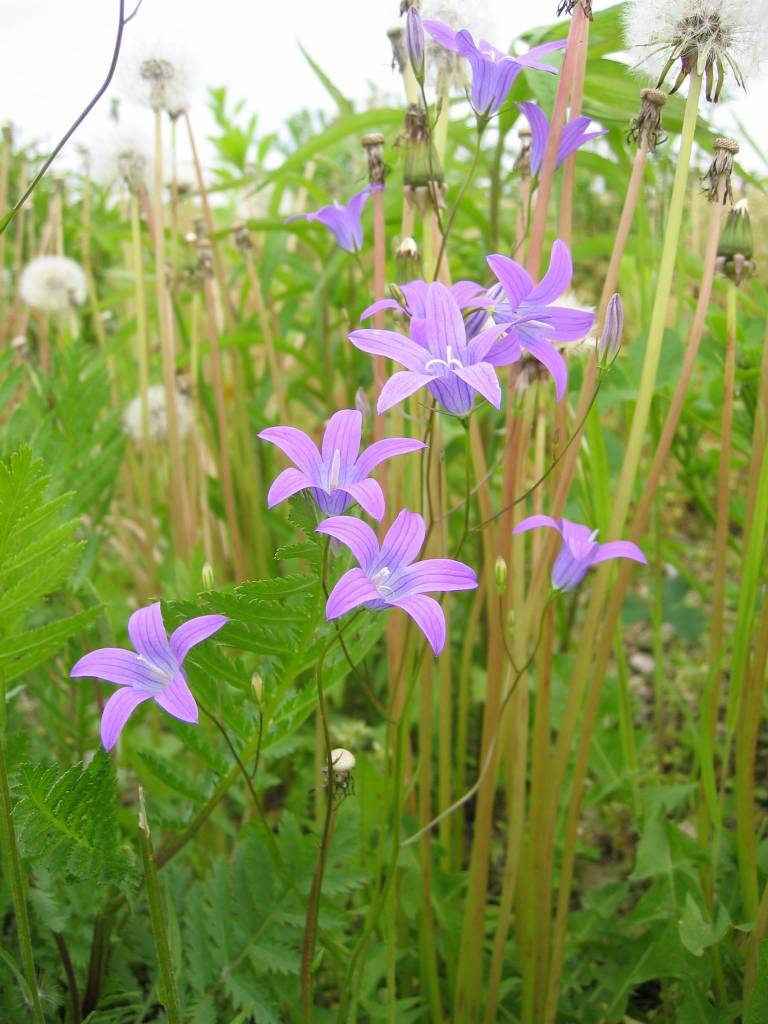
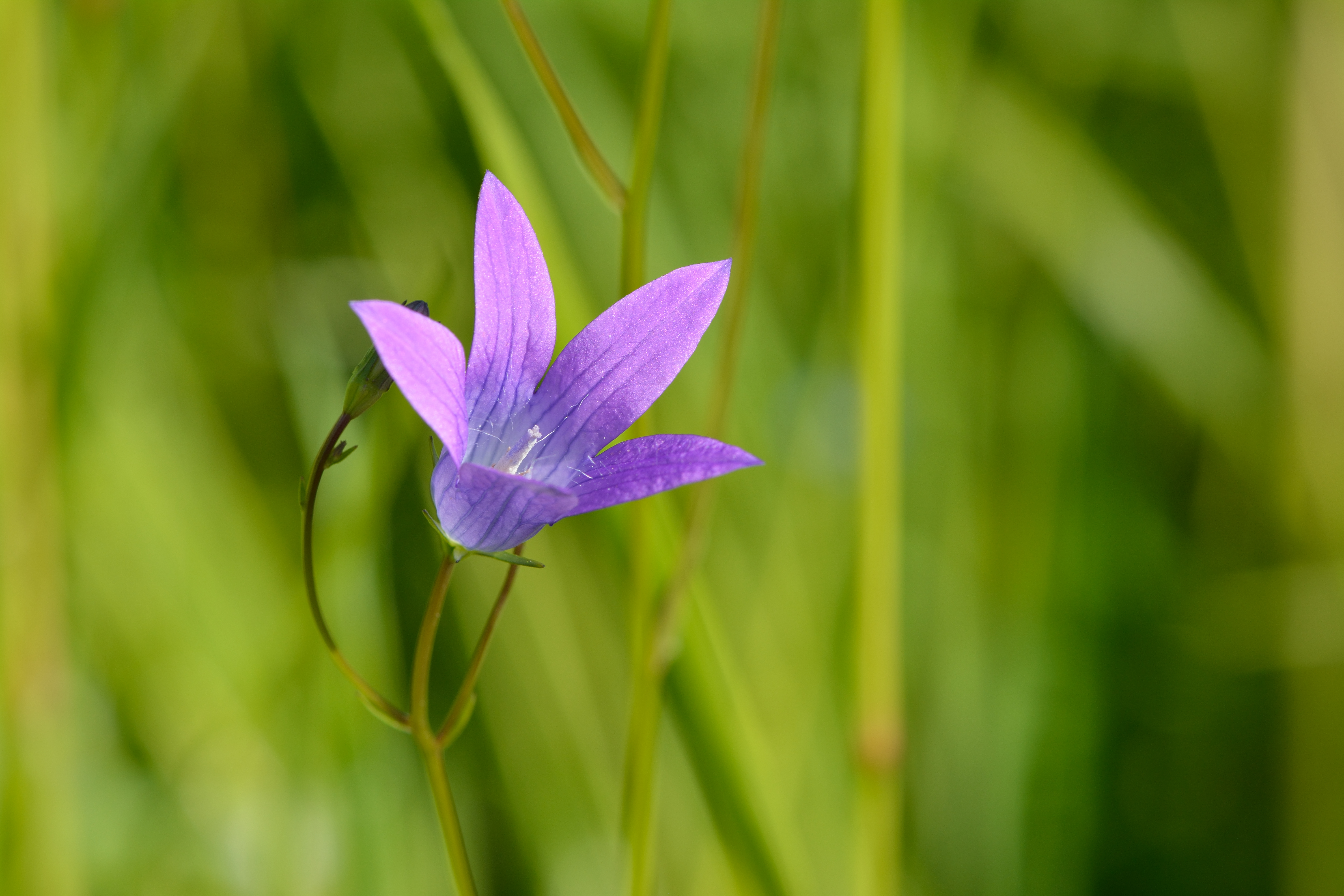
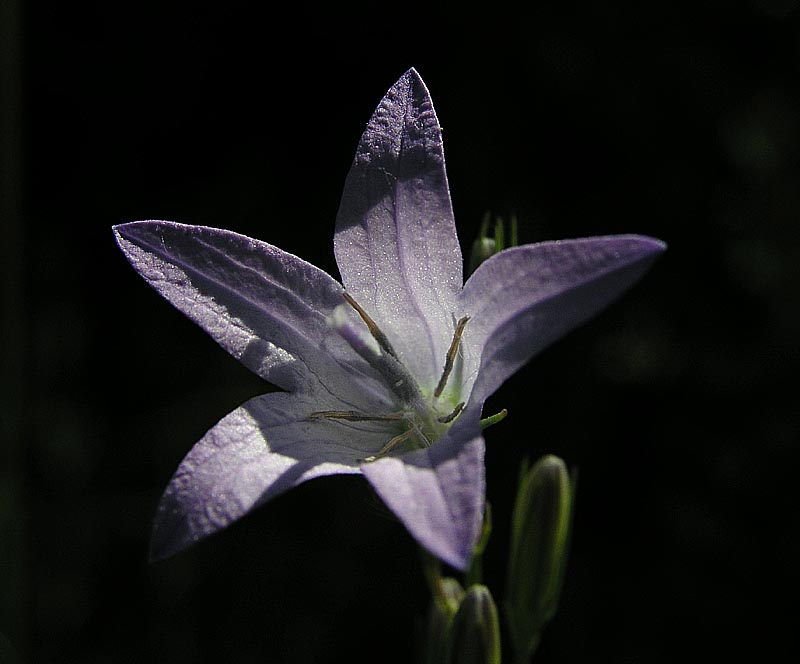

C'est une plante vivace ou bisannuelle, moyenne à grande, aux tiges anguleuses, elle est rude au toucher. Ses feuilles sont oblongues, les supérieures sont plus étroites et sessiles. Elle a des fleurs bleu-violet de 15-25 mm, en panicule lâche, le pédoncule portant une petite bractée en son milieu ; les sépales sont linéaires.
On la trouve dans les bois et endroits herbeux.

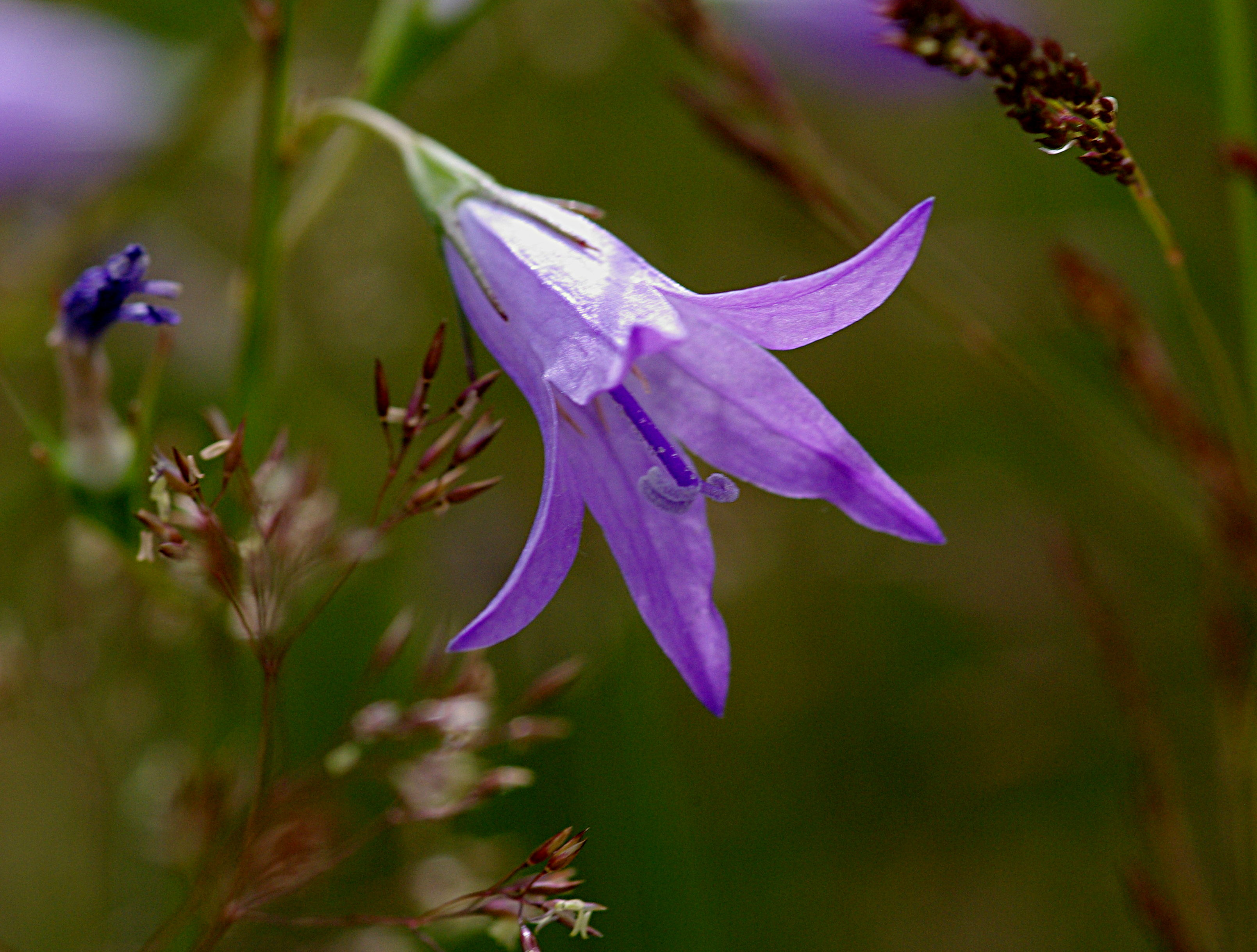
Campanule étalée
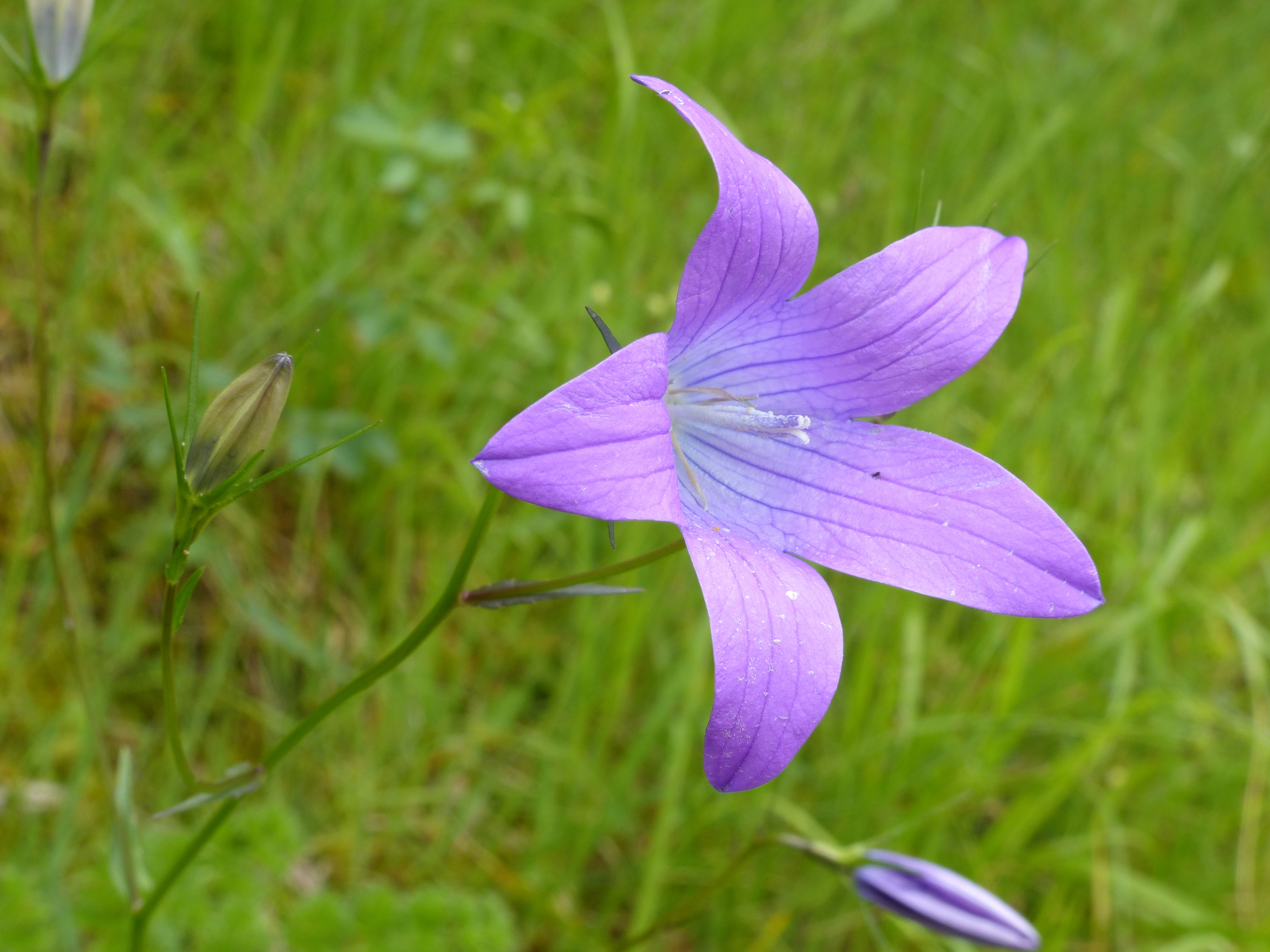
Campanule étalée (Cantabrie, Espagne)

## Sources
R. Fitter; A. Fitter; M. Blamey, Guide des fleurs sauvages, Delachaux & Niestlé, Paris 1976, réimpression 2011, 7e éd.  (ISBN 978-2-603-01054-9)

## Statut
En France cette espèce est protégée en région Basse-Normandie (Article 1).